# Larry Means
Larry Means (* 20. April 1947 in Attalla, Alabama) ist ein US-amerikanischer Politiker und seit 1998 Senator im Senat von Alabama.
Means studierte an der Jacksonville State University und erhielt dort 1970 seinen Bachelor. Bevor er als Demokrat in den Senat von Alabama gewählt wurde, sammelte er erste politische Erfahrungen als Mitglied des Stadtrats von Attalla, dem er 1976 bis 1980 sowie 1984 bis 1988 angehörte. 1992 bis 1998 übte Means das Amt des Bürgermeisters von Attalla aus.
Means ist verheiratet und hat zwei Kinder, einen Sohn und eine Tochter.